# McKittrick (Califòrnia)
McKittrick és una concentració de població designada pel cens dels Estats Units a l'estat de Califòrnia. Segons el cens del 2000 tenia 160 habitants.

## Demografia
Segons el cens del 2000, McKittrick tenia 160 habitants, 54 habitatges, i 48 famílies. La densitat de població era de 24,6 habitants/km².
Dels 54 habitatges en un 42,6% hi vivien nens de menys de 18 anys, en un 59,3% hi vivien parelles casades, en un 27,8% dones solteres, i en un 11,1% no eren unitats familiars. En el 9,3% dels habitatges hi vivien persones soles el 9,3% de les quals corresponia a persones de 65 anys o més que vivien soles. El nombre mitjà de persones vivint en cada habitatge era de 2,96 i el nombre mitjà de persones que vivien en cada família era de 3,04.
Per edats la població es repartia de la següent manera: un 31,9% tenia menys de 18 anys, un 9,4% entre 18 i 24, un 30% entre 25 i 44, un 21,9% de 45 a 60 i un 6,9% 65 anys o més.
L'edat mediana era de 34 anys. Per cada 100 dones de 18 o més anys hi havia 98,2 homes.
La renda mediana per habitatge era de 43.333 $ i la renda mediana per família de 42.917 $. Els homes tenien una renda mediana de 30.625 $ mentre que les dones 28.750 $. La renda per capita de la població era de 14.174 $. Entorn de l'11,8% de les famílies i el 15% de la població estaven per davall del llindar de pobresa.

## Poblacions més properes
El següent diagrama mostra les poblacions més properes.